# Lézeres jelöléstechnika

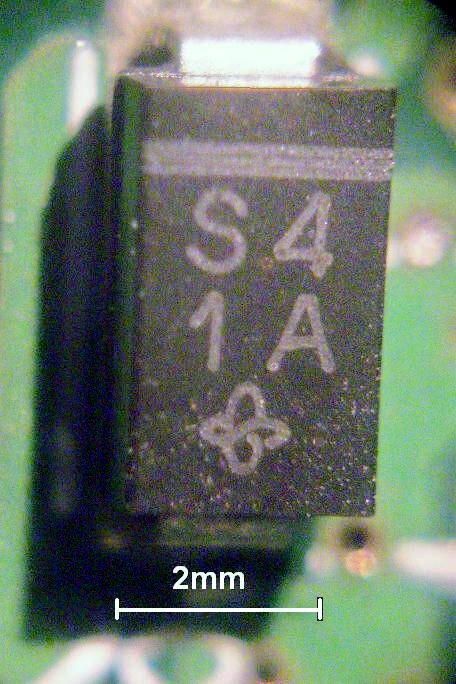
Lézeres gravírozás SMD-diódán

A lézeres jelöléstechnika lézerrel végzett jelölési eljárás, amelynek célja eltávolíthatatlan feliratozás létrehozása. (A lézer egy olyan fényforrás, amely indukált emissziót használ egybefüggő fénysugár létrehozására.) Elérhető munkaállomásként vagy integrálható változatban.  Alkalmazása során az egybefüggő fénysugarat ( sugárnyalábot) nagy sebességű tükrökkel irányítják illetve lencsékkel fókuszálják.  A sugárnyaláb  képes különböző jeleknek  különböző felületekre való „ráégetésére”.

## Felhasználása
A lézerforrás típusától függően képes különböző termékekre (akár mozgó alkatrészekre is)  eltávolíthatatlan jelekkel (adatokkal vagy adatmátrixokkal)  való megjelölésére.